# ارنست بوشر
ارنست بوشر (بالألمانية: Ernst Bucher) (و. 1934 –  م) هو فيزيائي، وأستاذ جامعي من سويسرا .

## جوائز
حصل على جوائز منها:
- وسام الاستحقاق لبادن-فورتمبيرغ.